# Elm (llenguatge de programació)
Elm és un llenguatge de programació funcional i tipatge fort per crear interfícies d'usuari basades en navegadors web, generant estructures dinàmiques basades en JavaScript.
Elm utilitza la programació reactiva funcional i un sistema de gràfics funcional pur per construir interfícies d'usuari sense actualitzacions destructives.
Utilitza una sintaxi molt similar al Haskell però amb diferent semàntica. Elm és d'avaluació estricta (l'avaluació va de l'arrel a les branques començant per la funció main) i primerenca (en un àmbit local les instruccions s'executen per ordre d'aparició; no hi ha clàusules where).

## Descripció
La implementació d'Elm compila a JavaScript i HTML, amb ús d'estils CSS.
A Elm, la programació reactiva funcional, basada en objectes variables i relacions de dependència, relleva l'usuari de programar gestors d'esdeveniments (ang: event handlers) i rutines en mode d'inversió de control (ang:callbacks). També actualitza automàticament els objectes en pantalla.
La presentació gràfica funcional pura relleva d'actualitzar el model de document DOM.
Elm també permet incloure plantilles en llenguatge de marques Markdown.

## Sintaxi i semàntica
Elm adopta una sintaxi a l'estil del Haskell amb influències d'OCaml i F Sostingut. Per exemple l'operador "té tipus" s'escriu amb un únic caràcter ':'; els operadors d'aplicació directa (<|) i aplicació revessa (|>) són tals que (f x) és igual que (f |> x) i igual que (x |> f).
Les definicions de tipus segueixen l'esquema del Haskell. Els tipus dels paràmetres se separen amb (->) i la repetició de variables de tipus indica requeriment de coincidència.
Elm té registres extensibles que forneixen un ús segur de la flexibilitat del model d'objectes de Javascript.
El sistema de tipus suporta tipus primitius com Enters i Coma flotant, dades estructurades com ara tuples i registres, i també tipus abstractes de dades personalitzats.
La implementació de la programació reactiva funcional és moguda per esdeveniments (event-driven), volent dir que les actualitzacions són automàtiques i només en cas de necessitat. Comparteix la màxima semblança amb l'"Event-driven FRP" i l'"Arrowized FRP".
El següent programa mostra la posició del ratolí en moure'l per la pantalla.
```
main
 
=
 
lift
 
asText
 
Mouse
.
position

```

El valor de main es mostra en pantalla. La funció asText converteix qualsevol valor en un valor textual representable. La funció lift assegura que asText serà aplicada al senyal Mouse.position a cada canvi del valor.
Elm té un petit però expressiu conjunt de construccions de llenguatge i tractament de llistes. També té un sistema de mòduls i un model d'interfase amb funcions foranes (FFI) per al JavaScript.
Les funcions predefinides són al mòdul Prelude.

### Valors
Els valors són variables o expressions immutables. Entre els seus tipus tenim:
- Bool, number, Int, Float.[5]
- Char,[6] String, Text (incorpora estil)[7]
- Time, Date.[8]
- Element (elements estructurals)[9]
- Form (representació gràfica), Shape, Path.[10]
- Registres anònims extensibles (tractament funcional dels objectes de JavaScript)[11]
- Tipus de dades algebraics (com al Haskell; facilita l'encaix de patrons).[12]

### Senyals (variabilitat)
(Signal tipusDelValor) és el tipus de les variables o expressions que canvien de valor, amb el temps (continus) o per l'efecte d'esdeveniments (discrets).
```
-- obtenir el temps actual, actualitzat cada t

Time
.
every
 
:
 
Time
 
->
 
Signal
 
Time

-- obtenir la posició del ratolí

Mouse
.
position
 
:
 
Signal
 
(
Int
,
Int
)

```

Els elements de formularis HTML poden variar en estil i en estat. Les funcions que els generen tornen majoritàriement un parell de senyals (senyal_de_l'element, senyal_de_l'estat) com a
```
-- crear una casella de marcar, amb el valor inicial indicat.

-- retorna el parell (senyal de l'estructura, senyal de l'estat)

checkbox
 
:
 
Bool
 
->
 
(
Signal
 
Element
,
 
Signal
 
Bool
)

```

#### Senyals dependents
Els senyals dependents són com les cel·les d'un full de càlcul que contenen una fórmula, i el seu valor es recalcula per reacció als canvis dels seus operands.
Es defineixen, o bé amb una expressió de filtre de senyals, o bé per l'aplicació d'una funció de valors, que per aplicar-la a senyals cal elevar-ne el tipus amb lift.
Per emprar un valor en un paràmetre de senyal, cal elevar-ne el tipus convertint-lo a senyal amb la funció Signal.constant.
Si la funció arrel (d'engegada), anomenada main, és un senyal, llavors s'exploraran les dependències entre senyals per obtenir-ne els independents i incloure'n els generadors en el bucle de despatx inicial.
Cada senyal manté una llista dels senyals que en depenen i que farà recalcular en cas que se li actualitzi el valor. No hi pot haver cicles en la relació de dependència.

#### Des de la perspectiva del llenguatgeHaskell

##### Senyal com a instància de la classe Functor
Vegeu signatura de la classe Functor a Haskell. De la biblioteca Signal d'Elm:
```
-- elevar una funció de ''valors'' a una funció de ''senyals''

lift
 
:
 
(
a
 
->
 
b
)
 
->
 
Signal
 
a
 
->
 
Signal
 
b

-- (<~) és un àlies per a lift

```

##### Senyal com a instància de la classe Applicative
Vegeu signatura de la classe Applicative a Haskell. De la biblioteca Signal d'Elm:
```
-- elevar un valor

constant
 
:
 
a
 
->
 
Signal
 
a

-- aplicació seqüencial de funció de senyals

(
~
)
 
:
 
Signal
 
(
a
 
->
 
b
)
 
->
 
Signal
 
a
 
->
 
Signal
 
b

-- mostreja el segon senyal seqüencialment a un canvi de valor del primer.

sampleOn
 
:
 
Signal
 
a
 
->
 
Signal
 
b
 
->
 
Signal
 
b

----------------------

-- per elevar una funció de valors de N paràmetres (definides lift2 a lift8)

senyal_resultant
 
=
 
liftN
 
fun_N_ària
 
senyal1
 
senyal2
 
...
 
senyalN

-- equivalent amb operadors binaris en infix

senyal_resultant
 
=
 
fun_N_ària
 
<~
 
senyal1
 
~
 
senyal2
 
~
 
...
 
~
 
senyalN

```

#### Transformadors de senyals componibles.Autòmats
És un tipus quina finalitat és possibilitar definir una seqüència de transformacions en cadena (amb possibles efectes col·laterals).
El concepte és originari del TAD Fletxa de Haskell que descriu la seqüenciació d'efectes col·laterals mitjançant l'encadenament de morfismes.
La baula d'aquest encadenament és el tipus Automaton, que designa una aplicació de valors (amb possibles efectes col·laterals) amb un paràmetre d'origen i un resultat. El tipus és polimòrfic amb dos paràmetres, el tipus de l'entrada i el de la sortida (Automaton input output).
Per encadenar-ne dues, el tipus de la sortida de l'autòmata precedent ha de coincidir amb el tipus de l'entrada del següent.
Podem generar-ne a partir d'una funció pura (que només depèn dels paràmetres) o d'una amb memòria. De la biblioteca Automaton d'Elm:
```
-- generador des d'una funció pura

pure
 
:
 
(
a
 
->
 
b
)
 
->
 
Automaton
 
a
 
b
 

-- generadors a partir d'un estat inicial i una funció de l'entrada i de l'estat

state
 
:
 
b
 
->
 
(
a
 
->
 
b
 
->
 
b
)
 
->
 
Automaton
 
a
 
b
 

hiddenState
 
:
 
s
 
->
 
(
a
 
->
 
s
 
->
 
(
s
,
b
))
 
->
 
Automaton
 
a
 
b

```

En podem fer un transformador de senyals amb la funció Automaton.run i un valor per defecte.
```
run
 
:
 
Automaton
 
a
 
b
 
->
 
b
 
->
 
Signal
 
a
 
->
 
Signal
 
b

-- cal aportar un resultat per defecte, per al cas de manca de senyal d'entrada

senyalResultant
 
=
 
run
 
elMeuAutòmata
 
resultatPerDefecte
 
senyalD'entrada

```

Els Automatons són componibles:
```
-- Compon dos autòmats mitjançant l'encadenament

(
>>>
)
 
:
 
Automaton
 
a
 
b
 
->
 
Automaton
 
b
 
c
 
->
 
Automaton
 
a
 
c

...

```

En realitat aquests autòmats componibles són una versió particular del concepte de les Fletxes de Haskell.

### Contenidors
- List, Set, Dict.[18]
- Maybe (paràmetres opcionals i resultats de funcions definides parcialment, com a Nothing, o bé Just v)
- Either (resultats de funcions definides parcialment amb informació de l'error, com a Right resultat o bé Left error)

Per processar una llista de senyals en un mateix paràmetre:
```
-- combina una llista de senyals en un senyal de la llista de valors

Signal
.
combine
 
:
 
[
Signal
 
a
]
 
->
 
Signal
 
[
a
]

-- actualitza amb la primera que varia (cas de simultaneitat, la primera de la llista)

merges
 
:
 
[
Signal
 
a
]
 
->
 
Signal
 
a

```

## Eines
- Editor i compilador en-línia: elm-lang.org/try
- Aprendre amb exemples Arxivat 2016-03-13 a Wayback Machine.
- Biblioteques Elm Arxivat 2013-08-11 a Wayback Machine.
- Funcions predefinides.[5]
- Instal·lació en UNIX mitjançant l'entorn Haskell amb l'instal·lador cabal-dev

```
mkdir
 
elm-compiler
 
&&
 
cd
 
elm-compiler
cabal-dev
 
install
 
elm
 
elm-server

export
 
PATH
=
$PWD
/cabal-dev/bin:
$PATH

```

## Exemples deValors(sense variabilitat)

### Text estilitzat
```
import
 
Graphics.Element
 
as
 
Elem
 
-- importació qualificada

unstyledText
 
:
 
Text

unstyledText
 
=
 
Text
.
toText
 
"test1"

styleIt
 
:
 
Text
 
->
 
Text

styleIt
 
=
 
(
Text
.
typeface
 
"serif"
)
.
 
(
Text
.
color
 
red
)
 

-- (f <| x = f x), evita l'ús de parèntesis

alignTest
 
:
 
Int
 
->
 
Element

alignTest
 
commonWidth
 
=
 

 
let
 
elem1
 
=
 
Elem
.
width
 
commonWidth
 
<|
 
Text
.
text
 
<|
 
styleIt
 
unstyledText

 
elem2
 
=
 
Elem
.
width
 
commonWidth
 
<|
 
Text
.
centered
 
<|
 
styleIt
 
<|
 
Text
.
toText
 
"test2"
 

 
elem3
 
=
 
Elem
.
width
 
commonWidth
 
<|
 
Text
.
righted
 
<|
 
styleIt
 
<|
 
Text
.
toText
 
"test3"

 
in
 
flow
 
down
 
[
elem1
,
 
elem2
,
 
elem3
]

main
 
:
 
Element

main
 
=
 
alignTest
 
200

```

Podeu provar-ho a l'editor online amb compilació i execució.

### Polimorfisme en tipus registres
Vegeu registres.
```
module
 
MyModule
 
where

import
 
Color

type
 
Named
 
a
 
=
 
{
 
a
 
|
 
name
 
:
 
String
 
}
 
-- registres que tinguin el camp ''name''

getName
 
:
 
Named
 
a
 
->
 
String

getName
 
{
name
}
 
=
 
name

dude
 
=
 
{
name
=
"John Doe"
,
 
age
=
20
}

lady
 
=
 
{
name
=
"Jane Doe"
,
 
eyesColor
 
=
 
Color
.
blue
}

names
 
:
 
[
String
]

names
 
=
 
[
 
getName
 
dude
,
 
getName
 
lady
]

fullData
 
=
 
[
show
 
dude
,
 
show
 
lady
]

staticElement
 
:
 
Element

staticElement
 
=
 
flow
 
down
 
<|
 
map
 
plainText

 
[
"Names: "
 
++
 
show
 
names

,
 
show
 
fullData

 
]

main
 
=
 
staticElement

```

- incrustant-lo en un element div

```
<!DOCTYPE HTML>

<!-- MyModule.html -->

<
html
>

<
head
><
meta
 
charset
=
"UTF-8"
>

 
<
title
>
MyModule
</
title
>

 
<!-- elm-runtime.js and js compiled modules -->

 
<
script
 
type
=
"text/javascript"
 
 
src
=
"/your-install-directory/cabal-dev/share/Elm-N.N.N.N/elm-runtime.js"
></
script
>

 
<
script
 
type
=
"text/javascript"
 
src
=
"MyModule.js"
></
script
>

</
head
>

<
body
>

 
<
div
 
id
=
"myId"
 
style
=
"width:100;height:100;"
></
div
>
 
<!-- cal que el contenidor sigui un DIV i que estigui buit -->

 
<
script
 
type
=
"text/javascript"
>

Elm
.
embed
(
Elm
.
MyModule
,
 
document
.
getElementById
(
'myId'
))

</
script
>

 
<
noscript
>
Javascript is not enabled
</
noscript
>

</
body
></
html
>

```

- compilació i prova offline

```
# compila a Javascript

$
 
elm
 
--make
 
-s
 
--only-js
 
MyModule.elm

# executa

$
 
browser
 
MyModule.html

```

### Parametritzant un programa Elm
La clàusula port per a la interfície FFI (Foreign function interface) amb Javascript es pot aprofitar per proporcionar paràmetres a nivell de html.
```
module
 
ElmMain
 
where

port
 
arg1
 
:
 
String

port
 
arg2
 
:
 
Int

port
 
arg3
 
:
 
[
String
]

implode
 
:
 
[
String
]
 
->
 
String

implode
 
=
 
concat
.
 
intersperse
 
", "

main
 
=
 
asText
 
<|
 
implode
 
[
arg1
,
 
show
 
arg2
,
 
implode
 
arg3
]

```

```
<!DOCTYPE HTML>

<
html
>

<
head
><
meta
 
charset
=
"UTF-8"
>

 
<
title
>
Title
</
title
>

 
<!-- elm-runtime.js i els mòduls compilats js

 (si es compila amb --make el ElmMain.js contindrà els mòduls d'usuari que s'importin -->

 
<
script
 
type
=
"text/javascript"
 
 
src
=
"/your-install-directory/cabal-dev/share/Elm-N.N.N.N/elm-runtime.js"
></
script
>

 
<
script
 
type
=
"text/javascript"
 
src
=
"ElmMain.js"
></
script
>

</
head
>

<
body
>

 
<
div
 
id
=
"myId"
 
style
=
"width:100;height:100;"
></
div
>
<!-- Elm container must be a "div" element and must be empty -->

 
<
script
 
type
=
"text/javascript"
>

var
 
myPorts
 
=
 
{
arg1
:
 
"do re mi"
,
 
// de la lletra de la cançó "abc" dels "Jackson's 5"

 
arg2
:
 
123
,

 
arg3
:
 
[
"abc"
,
 
"you and me"
]

 
}
 
;

var
 
myContainer
 
=
 
document
.
getElementById
(
'myId'
);
 

Elm
.
embed
(
Elm
.
ElmMain
,
 
myContainer
,
 
myPorts
)
 
;

 
</
script
>

 
<
noscript
>
Javascript is not enabled
</
noscript
>

</
body
></
html
>

```

## Exemples deSenyals(amb variabilitat)

### Gràfics que varien al Tictac
Fent servir la biblioteca Graphics.Collage
```
myShape
 
:
 
Shape

myShape1
 
=
 
circle
 
30

myShape2
 
=
 
rect
 
60
 
60

myForm1
 
:
 
Form

myForm1
 
=
 
outlined
 
(
dashed
 
green
)
 
myShape1

myForm2
 
=
 
outlined
 
(
solid
 
red
)
 
myShape2

formes
 
:
 
[
Form
]

formes
 
=
 
[
myForm1
 
|>
 
move
 
(
10
,
 
-
10
)

,
 
myForm2
 
|>
 
move
 
(
30
,
 
-
30
)
 

 
|>
 
rotate
 
(
degrees
 
45
)

 
|>
 
scale
 
1.5

,
 
plainText
 
"mytext"

 
|>
 
toForm

 
|>
 
move
 
(
20
,
 
-
20
)

 
|>
 
rotate
 
(
degrees
 
30
)

 
|>
 
scale
 
2

 
]

mapRotate
 
:
 
Float
 
->
 
[
Form
]
 
->
 
[
Form
]

mapRotate
 
t
 
=
 
let
 
f
 
=
 
rotate
 
<|
 
degrees
 
<|
 
t
 
*
 
10

 
in
 
map
 
f
 

f
 
>>
 
g
 
=
 
g
.
 
f
 

-- senyal de temps en segons, sense decimals 

tictac
 
:
 
Signal
 
Float

tictac
 
=
 
let
 
f
 
=
 
inSeconds
 
>>
 
truncate
 
>>
 
Prelude
.
toFloat

 
in
 
every
 
(
2
 
*
 
second
)
 

 
|>
 
lift
 
f

main
 
:
 
Signal
 
Element

main
 
=
 
constant
 
formes

 
|>
 
lift2
 
mapRotate
 
tictac

 
|>
 
lift3
 
collage
 
(
constant
 
200
)
 
(
constant
 
200
)

```

### Comprovador de contrasenya en camp doblat, amb confirmació per canvi de color
```
import
 
Graphics.Input
 
as
 
Input

import
 
Graphics.Element
 
as
 
Elem

import
 
String
 
as
 
Str

-- comprovador amb modificador de color

passwdOkColour
 
:
 
String
 
->
 
String
 
->
 
Element
 
->
 
Element

passwdOkColour
 
passwd1
 
passwd2
 
=
 

 
if
 
passwd1
 
==
 
passwd2
 
&&
 
Str
.
length
 
passwd1
 
>=
 
6
 

 
then
 
Elem
.
color
 
green
 

 
else
 
Elem
.
color
 
red

display
 
field1Elem
 
field2Elem
 
submitButtonElem
 
=

 
field1Elem
 
`
above
`
 
field2Elem
 
`
above
`
 
submitButtonElem

dynamicElement
 
:
 
Signal
 
Element

dynamicElement
 
=
 

 
let
 
(
field1ElemSignal
,
 
fld1StateSignal
)
 
=
 
Input
.
password
 
"Type password (min. 6 characters)!"

 
labeledField1Signal
 
=
 
let
 
prependLabel
 
=
 
beside
 
(
plainText
 
"passwd: "
)

 
in
 
lift
 
prependLabel
 
field1ElemSignal

 
(
field2ElemSignal
,
 
fld2StateSignal
)
 
=
 
Input
.
password
 
"Retype password!"

 
labeledField2Signal
 
=
 
let
 
prependLabel
 
=
 
beside
 
(
plainText
 
"control: "
)

 
in
 
lift
 
prependLabel
 
field2ElemSignal

 
(
submitButton
,
 
pressedSignal
)
 
=
 
Input
.
button
 
"Submit"

 
coloredButSignal
 
=
 
constant
 
submitButton
 

 
|>
 
lift3
 
passwdOkColour
 
fld1StateSignal
 
fld2StateSignal
 

 
in
 
lift3
 
display
 
labeledField1Signal
 
labeledField2Signal
 
coloredButSignal

main
 
=
 
dynamicElement

```